# Мартьяниха (Вологодская область)
Мартьяниха — деревня в Сямженском районе Вологодской области.
Входит в состав Коробицынского сельского поселения, с точки зрения административно-территориального деления — в Коробицинский сельсовет.
Расстояние по автодороге до районного центра Сямжи — 40,5 км, до центра муниципального образования Георгиевской — 0,5 км. Ближайшие населённые пункты — Георгиевская, Узмица, Самылково.
По переписи 2002 года население — 21 человек (10 мужчин, 11 женщин). Всё население — русские.